# Германн Ґлоерт
Германн Глоерт (4 жовтня 1892 , Шеффілд, Йоркшир  — 6 серпня 1934 , Фарнборо, Гемпшир ) — британський вчений, фахівець в галузі аеродинаміки, до своєї загибелі в 1934 році — науковий директор Королівського авіаційного центру в Фарнборо, член Лондонського королівського товариства.

## Біографія
Народився в родині промисловця — емігранта з Німеччини Луїса Ґлоерта. З відзнакою закінчив школу Короля Едуарда VII, навчався у Трініті-коледжі в Кембриджі.
Був одружений на спеціалістці з аеродинаміки RAE Farnboro Мюріель Баркер (1892—1949), у них було троє дітей.
Ґлоерт відомий роботами в галузі аеродинаміки, зокрема, в 1928 році першим опублікував роботу, яка містить формулу, названу згодом «формулою Прандтля — Глоерта».
Трагічно загинув у 1934 році, потрапивши під дерево, вирване вітром.

## Праці
- Глауэрт Г.  — М.-Л. : ГНТИ, 1931. — 164 с. Архівовано з джерела 28 січня 2021